# Chocolate com churros

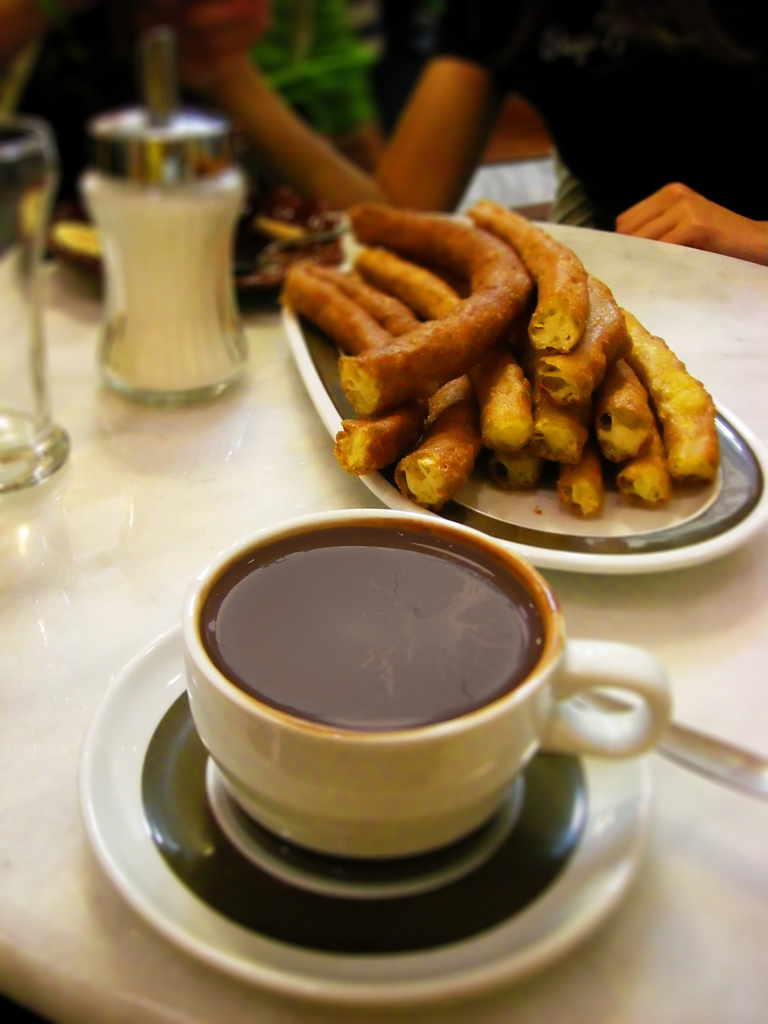
Chocolate con churros da tradicional Chocolatería San Ginés, de Madri.

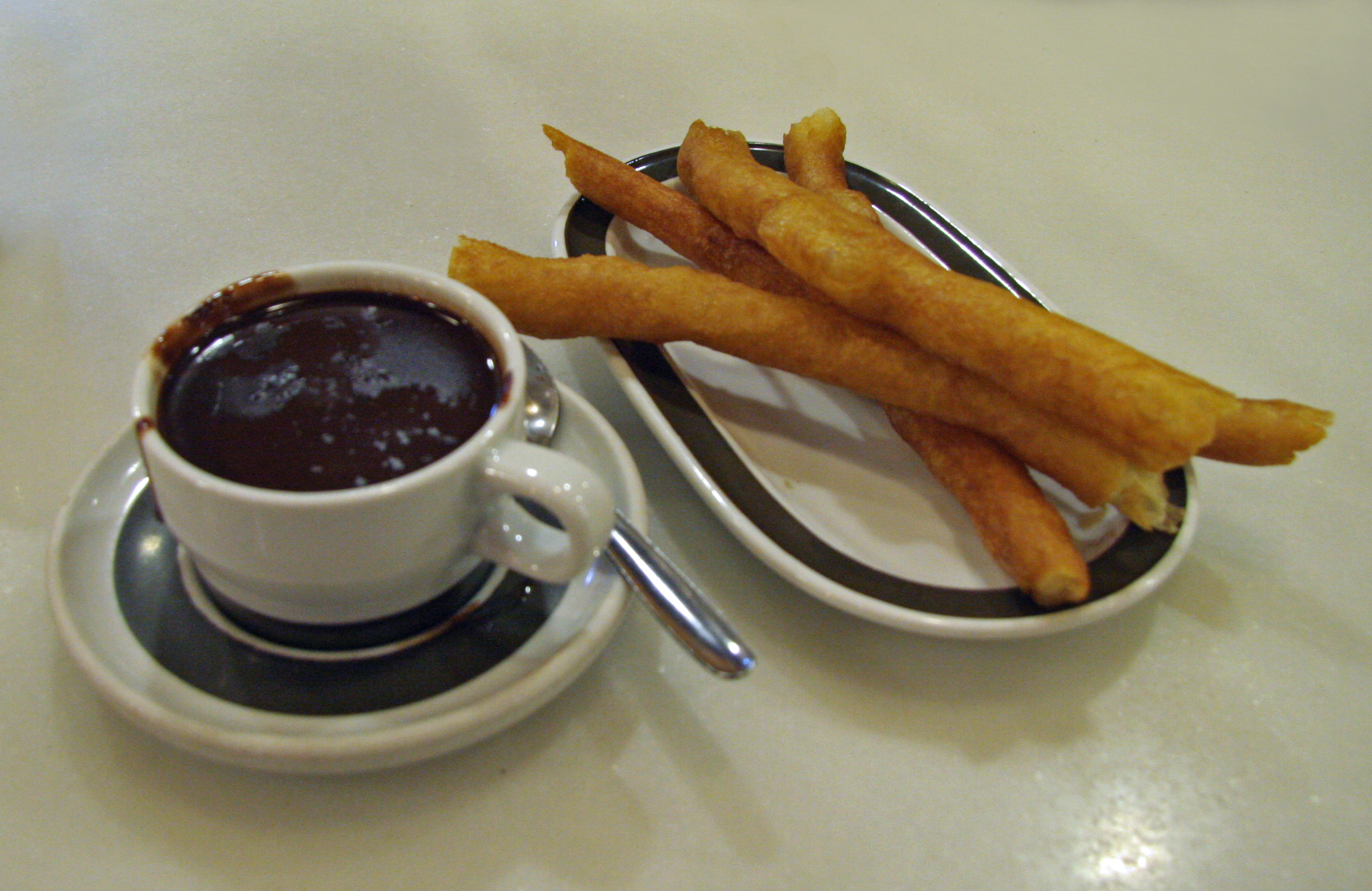
Churros com chocolate.

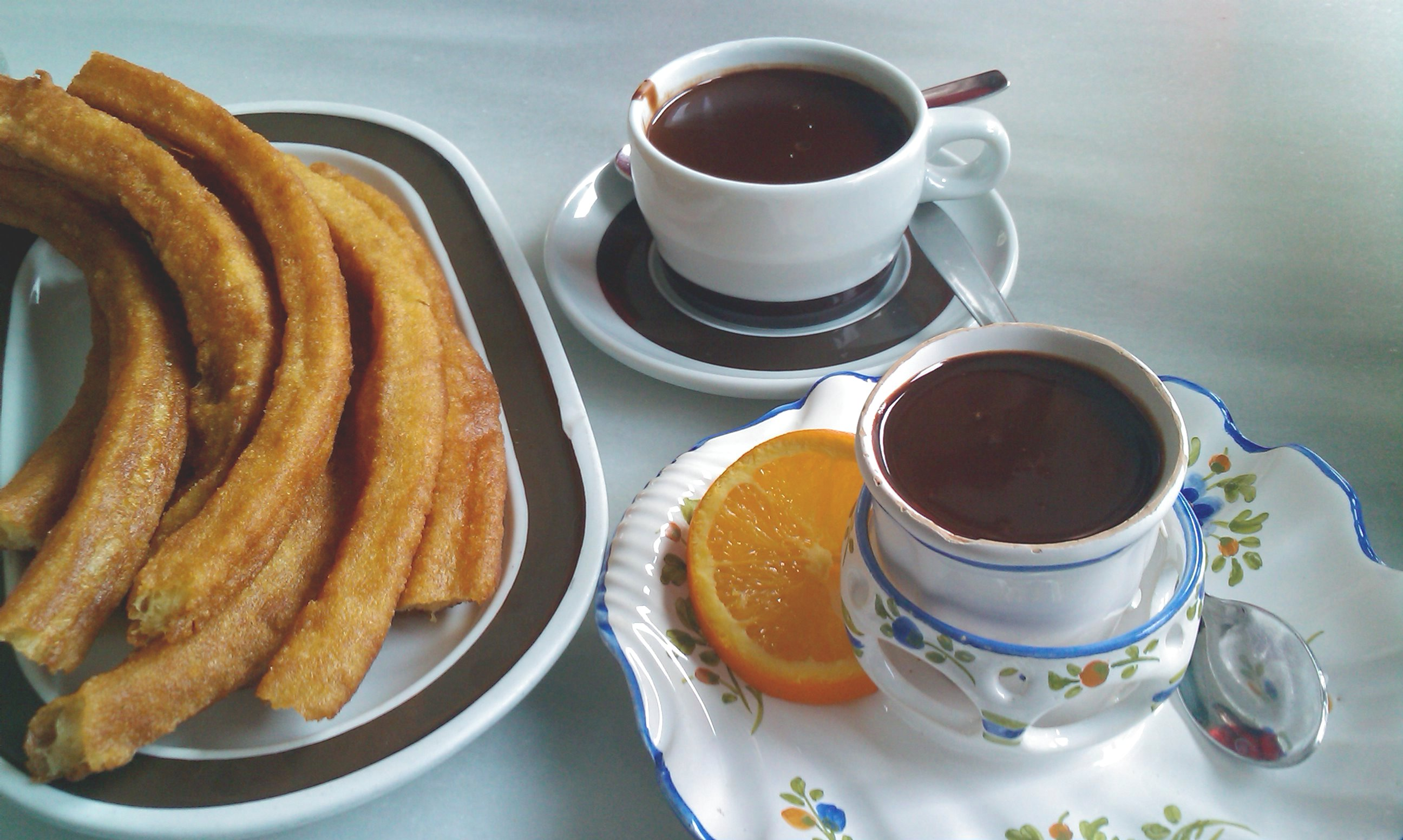

## História
Tomar café da manhã com churros em Madri remonta quase ao começo do Século XIX, e é muito possível que o churro ficou conhecido através das feiras ambulantes que ficavam ao redor da capital. O chocolate, derivado do cacau e originário da América é bem mais antigo, chegando a ser usado como moeda de troca em O Chocolate com churros é um prato típico da gastronomia da Espanha e difundido em outros países que falam o mesmo idioma, como Argentina, Chile, México, Uruguai e Venezuela há mais de um século. É consumido como café da manhã e como lanche. É um alimento típico da Espanha que é muito consumido durante os meses de inverno. É considerado como sendo um contraste de sabores equilibrados, a doçura amarga do chocolate unida aos aromas salgados e oleosos do churro são uma dupla perfeita.alguns povos pré-Colombianos.
Com estes dados, podemos afirmar que desconhece-se o momento exato de quando foi criada a dupla chocolate com churros, porém acredita-se que entre o Século XIX e o começo do Século XX, como alimento para o café da manhã.

## Apresentação
Denomina-se chocolate com churros um prato composto de chocolate quente (geralmente entre 75 °C e 80 °C) servido em uma xícara de porcelana acompanhado de um prato de churros frescos (geralmente uma porção contém de seis a oito, dependendo do tamanho). Dependendo do local onde é servido, pode ser acompanhado um prato de açúcar, para polvilhar nos churros e uma jarra de água fria, a fim de abrandar a sede, devido ao sal dos churros.
O consumo deste prato é simples. Pega-se um churro e se molha no chocolate quente da xícara. Em algumas ocasiões, dependendo do gosto da pessoa, pode-se polvilhar açúcar antes. O restante do chocolate que sobre após a ingestão dos churros deve ser bebido.
O churro pode ser servido quente ou frio. No norte da Espanha é servido quente, enquanto que no Sul, frio.

## Costumes
O chocolate com churros pode ser tanto um café da manhã, quanto um lanche, um ato puramente social. Sentados em uma mesa de mármore, se for um café da manhã é uma boa oportunidade de conversação com o vizinho, se for um lanche pode ser uma reunião planejada. É um ingrediente secundário do famoso "Roscón de Reyes", no Natal, mas ao invés de se molhar o churro no chocolate, molha-se uma porção do "Roscón". Em alguns países como Cuba (bem como na Espanha no final do Século XVIII) é um alimento servido durante os velórios.

## Lugares
O lugar onde pode se apreciar um chocolate com churros é o que se denomina "churreria", um local com abundante decoração em mármore (inclusive mesas e piso) que se assemelha aos cafés do início dos Séculos XIX ou XX. A estrutura destes locais geralmente é típica do passado: uma pessoa diante de uma caixa recebe o pedido de churros, cobra e entrega ao cliente um recibo que serve para solicitar na "barra" o pedido. Sem demorar muito, geralmente uns dois minutos, o pedido é servido. Em algumas churrerias de Madri, devido ao enorme número de clientes, existe o costume, antigo, de compartir a mesa. O cheiro das churrerias é uma mescla maravilhosa de fritura dos churros e do cacau fervendo. Nas churrerias pode se pedir também café com leite e churros, licor de anis, conhaque, etc. Existe a possibilidade de levar o prato para casa, ambos em recipientes específicos e próprios para cada um, em algumas churrerias.
As churrerias abrem muito cedo, já que é um desjejum popular entre os primeiros trabalhadores da manhã (5:00 ou 6:00). Hoje em dia, o conceito mudou um pouco e os jovens que saem tarde da noite, das festas, também frequentam as churrerias.
O chocolate com churros também é servido em qualquer cafeteria. Pouco a pouco, o ritmo rápido das cidades faz com que se demande mais postos de pessoas para trabalharem nas churrerias, a fim de serví-los, daí muitos empregos surgirem perto de estações de trem, para que os passageiros não percam tempo. Algumas empresas chegam a oferecer serviços culinários de desjejum com chocolate com churros.

## Churrerias
Cada churreria tem um ambiente próprio e uma forma distinta de fazer os churros. Em alguns locais se fazem maiores, em outros dobradps, em formato de cano, fritando-se mais ou menos a massa, com ou sem açúcar polvilhado, etc. Tudo é questão dos gostos do proprietário e dos frequentadores assíduos. Por regra geral, prepara-se o churros no momento em que é pedido, deixando o crocante.
Na gastronomia de Madri, uma das mais tradicionais é a "Chocolateria San Ginés", localizada no centro da cidade. Em Palma de Mallorca é muito famosa a "Ca'n Joan de S'Aigo", inaugurada no ano de 1700. Em Santander a churreria "Áliva" é a maior e mais tradicional. Em Málaga o local mais tradicional para tomar chocolate com churros é a "Casa Aranda", na Rua Herrera del Rey e em Marbella, a "Churreria  Ramón", na Praça de Los Naranjos.
Fora de Espanha também podemos encontrar chocolaterias que servem churros. Em Buenos Aires, Argentina, é tradicional a cafeteria "La Giralda", na Avenida Corrientes, que ficou conhecida não somente por seu inconfundível chocolate com churros mas também como ponto de encontro de importantes artistas de tango. Na Avenida de Mayo, local de encontro da colônia espanhola em Buenos Aires, vários cafés servem chocolate com churros, com destaque para o tradicional "Café Tortoni".
O consumo de chocolate com churros é frequente também em outars cidades do interior da Argentina, como Córdoba, Rosário, Mendoza, Mar del Plata, e outras mais, especialmente nos meses de inverno (entre maio e agosto).

## Variações
A variaçao mais popular do chocolate com churros é o café com churros, servido nos mesmos locais, uma variação que toma-se mais rapidamente. Em algumas datas o chocolate com churros compete com outros alimentos como as torrijas da Semana Santa ou os picatostes. Em alguns lugares existem outras variações, como os gofres com chocolate e os buñuelos. Até mesmo variações que incluem o chocolate no interior do churro.
Na Argentina e no Brasil é servido recheado com doce de leite ou chocolate, tornando-o mais doce.